# Cumbie-Gletscher
Der Cumbie-Gletscher ist ein kurzer und steiler Gletscher im westantarktischen Marie-Byrd-Land. Er fließt unmittelbar östlich der Scott-Nunatakker in nördlicher Richtung zum Swinburne-Schelfeis an der Südwestseite der Sulzberger Bay.
Der United States Geological Survey kartierte ihn anhand eigener Vermessungen und Luftaufnahmen der United States Navy aus den Jahren zwischen 1959 und 1966. Das Advisory Committee on Antarctic Names benannte ihn 1971 nach William Alvin Cumbie Jr. (1924–1988), Flugzeugelektriker und Funker einer mit Kufen ausgestatteten R4D, mit der Konteradmiral George J. Dufek (1903–1977) am 31. Oktober 1956 die erste Landung eines Flugzeugs am geographischen Südpol gelang.